# España en los Juegos Paralímpicos de Toronto 1976
España estuvo representada en los Juegos Paralímpicos de Toronto 1976 por un total de 22 deportistas, 21 hombres y una mujer.

## Medallistas
El equipo paralímpico español obtuvo las siguientes medallas:
| Nombre                   | Deporte   | Evento                        |
| ------------------------ | --------- | ----------------------------- |
| Oro                      |           |                               |
| Antonio Delgado          | Atletismo | 100 m F masculino             |
| Antonio Delgado          | Atletismo | Salto de longitud F masculino |
| María Teresa Herreras    | Natación  | 75 m estilos 3 femenino       |
| Bertrand de Five Pranger | Natación  | 50 m libre 3 masculino        |
| Plata                    |           |                               |
| José Santos              | Atletismo | 100 m F masculino             |
| Eloy Guerrero            | Atletismo | Eslalon 2 masculino           |
| Julio Gutiérrez          | Atletismo | Salto de longitud B masculino |
| María Teresa Herreras    | Natación  | 25 m mariposa 3 femenino      |
| María Teresa Herreras    | Natación  | 50 m braza 3 femenino         |
| Bertrand de Five Pranger | Natación  | 75 m estilos 3 masculino      |
| Bronce                   |           |                               |
| José Santos              | Atletismo | Salto de longitud F masculino |
| María Teresa Herreras    | Natación  | 50 m libre 3 femenino         |